# Querenbach (Waldsassen)
Querenbach ist ein Gemeindeteil der Stadt Waldsassen im Landkreis Tirschenreuth (Oberpfalz). Das Straßendorf besitzt nur einige wenige, aber gut erhaltene alte Bauerngehöfte, die alle in einer Reihe an einer Nebenstraße stehen. In den 1950er Jahren befand sich am Ende des Dorfes am Waldrand eine Lungenheilanstalt bzw. ein Tuberkulose-Sanatorium. Nach dessen Auflösung wurden in den Jahren danach die Gebäude von einer Berliner Institution in Kreuzberg als Ferienheim genutzt.
Am 1. Januar 1972 wurde Querenbach in die Stadt Waldsassen eingegliedert. Im Jahr 1970 lebten 119 Einwohner in dem Dorf, 1987 waren es 92.

## Baudenkmäler
- Liste der Baudenkmäler in Querenbach